# توني ميرفي (لاعب كريكت)
توني ميرفي (6 أغسطس 1962 في المملكة المتحدة - ) (بالإنجليزية: Tony Murphy)‏ هو لاعب كريكت نيوزلندي. لعب مع نادي مقاطعة سري للكريكت ‏ ونادي مقاطعة لانكشر للكريكت ‏ وCentral Districts cricket team ‏ وCheshire County Cricket Club ‏ والمقاطعات الوطنية للكريكيت الإنجليزي والويلزي ‏ وSurrey Cricket Board ‏.

## وصلات خارجية
- توني ميرفي على موقع إي آس بي آن كريك إنفو (الإنجليزية)